# Obereopsis insularis
Obereopsis insularis är en skalbaggsart som beskrevs av Stefan von Breuning 1952. Obereopsis insularis ingår i släktet Obereopsis och familjen långhorningar. Inga underarter finns listade i Catalogue of Life.